# Vuelta a España 2014
Vuelta a España 2014 var den 69:a upplagan av cykeltävlingen Vuelta a España. Tävlingen startade den 23 augusti i Jerez de la Frontera och avslutades den 14 september i Santiago de Compostela. Det var första gången på 21 år som tävlingen inte gick i mål i Madrid.
De två största favoriterna inför tävlingen var Chris Froome och Nairo Quintana. Andra favoriter var Joaquim Rodriguez, Alberto Contador, Rigoberto Urán, Fabio Aru och Alejandro Valverde.
Tävlingen vanns av spanjoren Alberto Contador, som även lyckades vinna två etapper och kombinationstävlingen under tävlingens gång. Spurtkung blev tysken John Degenkolb som vann poängtävlingen samt fyra etapper. Bergspristävlingen togs hem av Luis León Sánchez och bästa lag blev Team Katusha.

## Deltagande lag
Alla nitton UCI ProTour-lag blir inbjudna och är förpliktigade att delta i loppet. Tre pro-kontinentallag bjöds in i tävlingen.
| Team Sky Trek Factory Racing Belkin Pro Cycling Orica-GreenEDGE Cofidis, Solutions Credits MTN - Qhubeka | Astana Pro Team Cannondale Lampre–Merida Ag2r-La Mondiale Lotto-Belisol Team Giant-Shimano | BMC Racing Team IAM Cycling Tinkoff–Saxo FDJ.fr Omega Pharma-Quick Step | Caja Rural - Seguros RGA Team Katusha Garmin-Sharp Team Europcar Movistar Team |

## Etapper
| Etapp | Datum        | Start–mål                                                   | Distans  | Typ             | Typ         | Vinnare                    |
| ----- | ------------ | ----------------------------------------------------------- | -------- | --------------- | ----------- | -------------------------- |
| 1     | 23 augusti   | Jerez de la Frontera                                        | 12,6 km  | Team time trial | Lagtempo    | Movistar Team (ESP)        |
| 2     | 24 augusti   | Algeciras – San Fernando                                    | 174,4 km |                 | Flack etapp | Nacer Bouhanni (FRA)       |
| 3     | 25 augusti   | Cádiz – Arcos de la Frontera                                | 188 km   |                 | Kuperat     | Michael Matthews (AUS)     |
| 4     | 26 augusti   | Mairena del Alcor – Córdoba                                 | 172,6 km |                 | Kuperat     | John Degenkolb (GER)       |
| 5     | 27 augusti   | Priego de Córdoba – Ronda                                   | 182,3 km |                 | Flack etapp | John Degenkolb (GER)       |
| 6     | 28 augusti   | Benalmádena – Cumbres Verdes, La Zubia                      | 157,7 km |                 | Kuperat     | Alejandro Valverde (ESP)   |
| 7     | 29 augusti   | Alhendín – Alcaudete                                        | 165,4 km |                 | Kuperat     | Alessandro De Marchi (ITA) |
| 8     | 30 augusti   | Baeza – Albacete                                            | 207,4 km |                 | Flack etapp | Nacer Bouhanni (FRA)       |
| 9     | 31 augusti   | Carboneras de Guadazaón – Aramón Valdelinares               | 181 km   |                 | Bergsetapp  | Winner Anacona (COL)       |
|       | 1 september  | Vilodag                                                     | Vilodag  | Vilodag         | Vilodag     | Vilodag                    |
| 10    | 2 september  | Monasterio de Santa María de Veruela – Borja                | 34,5 km  | Time trial      | Tempoetapp  | Tony Martin (GER)          |
| 11    | 3 september  | Pamplona – Santuario de San Miguel de Aralar                | 151 km   |                 | Bergsetapp  | Fabio Aru (ITA)            |
| 12    | 4 september  | Logroño – Logroño                                           | 168 km   |                 | Flack etapp | John Degenkolb (GER)       |
| 13    | 5 september  | Belorado – Obregón, Parque de Cabárceno                     | 182 km   |                 | Kuperat     | Daniel Navarro (ESP)       |
| 14    | 6 september  | Santander – La Camperona, Valle de Sábero                   | 199 km   |                 | Bergsetapp  | Ryder Hesjedal (CAN)       |
| 15    | 7 september  | Oviedo – Lagos de Covadonga                                 | 149 km   |                 | Bergsetapp  | Przemysław Niemiec (POL)   |
| 16    | 8 september  | San Martín del Rey Aurelio – La Farrapona, Lagos de Somiedo | 158,8 km |                 | Bergsetapp  | Alberto Contador (ESP)     |
|       | 9 september  | Vilodag                                                     | Vilodag  | Vilodag         | Vilodag     | Vilodag                    |
| 17    | 10 september | Ortigueira – A Coruña                                       | 174 km   |                 | Flack etapp | John Degenkolb (GER)       |
| 18    | 11 september | A Estrada – Mont Castrove, Meis                             | 173,5 km |                 | Kuperat     | Fabio Aru (ITA)            |
| 19    | 12 september | Salvaterra de Miño – Cangas do Morrazo                      | 176,5 km |                 | Kuperat     | Adam Hansen (AUS)          |
| 20    | 13 september | Santo Estevo de Ribas de Sil – Puerto de Ancares            | 163,8 km |                 | Bergsetapp  | Alberto Contador (ESP)     |
| 21    | 14 september | Santiago de Compostela                                      | 10 km    | Time trial      | Tempolopp   | Adriano Malori (ITA)       |

## Tröjutveckling
| Etapp         | Vinnare              | Totaltävlingen       | Poängtävlingen   | Bergspristävlingen | Kombinationstävlingen | Lagtävlingen       | Mest offensiva cyklist |
| ------------- | -------------------- | -------------------- | ---------------- | ------------------ | --------------------- | ------------------ | ---------------------- |
| 1             | Movistar Team        | Jonathan Castroviejo | inget pris       | inget pris         | inget pris            | Movistar Team      | inget pris             |
| 2             | Nacer Bouhanni       | Alejandro Valverde   | Nacer Bouhanni   | Nathan Haas        | Valerio Conti         | Movistar Team      | Javier Aramendia       |
| 3             | Michael Matthews     | Michael Matthews     | Nacer Bouhanni   | Lluís Mas          | Lluís Mas             | Belkin Pro Cycling | Lluís Mas              |
| 4             | John Degenkolb       | Michael Matthews     | Michael Matthews | Lluís Mas          | Valerio Conti         | Belkin Pro Cycling | Amets Txurruka         |
| 5             | John Degenkolb       | Michael Matthews     | John Degenkolb   | Lluís Mas          | Sergio Pardilla       | Belkin Pro Cycling | Pim Ligthart           |
| 6             | Alejandro Valverde   | Alejandro Valverde   | John Degenkolb   | Lluís Mas          | Alejandro Valverde    | Belkin Pro Cycling | Pim Ligthart           |
| 7             | Alessandro De Marchi | Alejandro Valverde   | John Degenkolb   | Lluís Mas          | Alejandro Valverde    | Belkin Pro Cycling | Ryder Hesjedal         |
| 8             | Nacer Bouhanni       | Alejandro Valverde   | John Degenkolb   | Lluís Mas          | Alejandro Valverde    | Belkin Pro Cycling | Javier Aramendia       |
| 9             | Winner Anacona       | Nairo Quintana       | John Degenkolb   | Lluís Mas          | Alejandro Valverde    | Movistar Team      | Lluís Mas              |
| 10            | Tony Martin          | Alberto Contador     | John Degenkolb   | Lluís Mas          | Alejandro Valverde    | Movistar Team      | Tony Martin            |
| 11            | Fabio Aru            | Alberto Contador     | John Degenkolb   | Lluís Mas          | Alejandro Valverde    | Movistar Team      | Vasil Kiryjenka        |
| 12            | John Degenkolb       | Alberto Contador     | John Degenkolb   | Lluís Mas          | Alejandro Valverde    | Movistar Team      | Matthias Krizek        |
| 13            | Daniel Navarro       | Alberto Contador     | John Degenkolb   | Lluís Mas          | Alejandro Valverde    | Movistar Team      | Luis León Sánchez      |
| 14            | Ryder Hesjedal       | Alberto Contador     | John Degenkolb   | Luis León Sánchez  | Alejandro Valverde    | Movistar Team      | Luis León Sánchez      |
| 15            | Przemysław Niemiec   | Alberto Contador     | John Degenkolb   | Alejandro Valverde | Alejandro Valverde    | Team Katusha       | Javier Aramendia       |
| 16            | Alberto Contador     | Alberto Contador     | John Degenkolb   | Luis León Sánchez  | Alejandro Valverde    | Team Katusha       | Luis León Sánchez      |
| 17            | John Degenkolb       | Alberto Contador     | John Degenkolb   | Luis León Sánchez  | Alejandro Valverde    | Team Katusha       | Bob Jungels            |
| 18            | Fabio Aru            | Alberto Contador     | John Degenkolb   | Luis León Sánchez  | Alberto Contador      | Team Katusha       | Luis León Sánchez      |
| 19            | Adam Hansen          | Alberto Contador     | John Degenkolb   | Luis León Sánchez  | Alberto Contador      | Team Katusha       | Pim Ligthart           |
| 20            | Alberto Contador     | Alberto Contador     | John Degenkolb   | Luis León Sánchez  | Alberto Contador      | Team Katusha       | Jerome Coppel          |
| 21            | Adriano Malori       | Alberto Contador     | John Degenkolb   | Luis León Sánchez  | Alberto Contador      | Team Katusha       | Adriano Malori         |
| Slutställning | Slutställning        | Alberto Contador     | John Degenkolb   | Luis León Sánchez  | Alberto Contador      | Team Katusha       | Chris Froome           |

## Slutställning
Källa 

### Totaltävlingen
|    | Cyklist            | Lag               | Tid         |
| -- | ------------------ | ----------------- | ----------- |
| 1  | Alberto Contador   | Team Tinkoff-Saxo | 81h 12' 13" |
| 2  | Chris Froome       | Team Sky          | + 1' 10"    |
| 3  | Alejandro Valverde | Movistar Team     | + 1' 50"    |
| 4  | Joaquim Rodríguez  | Team Katusha      | + 3' 25"    |
| 5  | Fabio Aru          | Astana Pro Team   | + 4' 48"    |
| 6  | Samuel Sánchez     | BMC Racing Team   | + 9' 30"    |
| 7  | Dan Martin         | Garmin-Sharp      | + 10' 38"   |
| 8  | Warren Barguil     | Giant-Shimano     | + 11' 50"   |
| 9  | Damiano Caruso     | Cannondale        | + 12' 50"   |
| 10 | Daniel Navarro     | Cofidis           | + 13' 02"   |

### Poängtävlingen
|   | Cyklist            | Stall             | Poäng |
| - | ------------------ | ----------------- | ----- |
| 1 | John Degenkolb     | Giant-Shimano     | 169   |
| 2 | Alejandro Valverde | Movistar Team     | 146   |
| 3 | Alberto Contador   | Team Tinkoff-Saxo | 145   |

### Bergspristävlingen
|   | Cyklist            | Stall                  | Poäng |
| - | ------------------ | ---------------------- | ----- |
| 1 | Luis León Sánchez  | Caja Rural-Seguros RGA | 58    |
| 2 | Alberto Contador   | Team Tinkoff-Saxo      | 45    |
| 3 | Alejandro Valverde | Movistar Team          | 40    |

### Kombinationstävlingen
|   | Cyklist            | Stall             | Poäng |
| - | ------------------ | ----------------- | ----- |
| 1 | Alberto Contador   | Team Tinkoff-Saxo | 6     |
| 2 | Alejandro Valverde | Movistar Team     | 8     |
| 3 | Chris Froome       | Team Sky          | 11    |